# 1715

## Събития
- Петгодишният Лудвиг XV става крал на Франция.

## Родени
- 26 януари – Клод Адриан Хелвеций, френски философ

## Починали
- 19 май – Чарлз Монтагю, британски поет и политик
- 1 септември – Луи XIV, крал на Франция
- 2 ноември – Шарлота фон Брауншвайг-Люнебург, германска принцеса